# Ingolf Baur

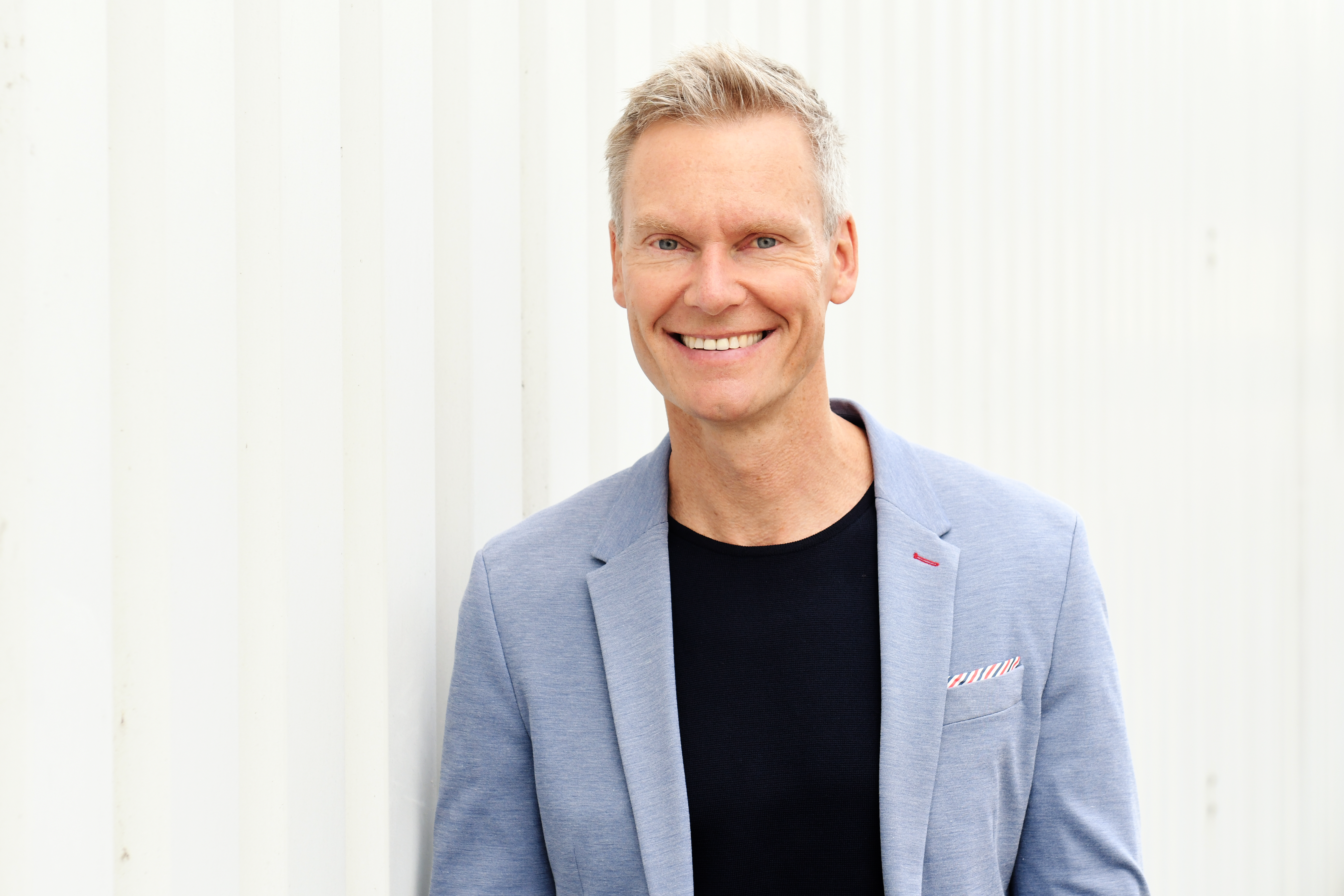
Ingolf Baur

Ingolf Baur (* 1964 bei Stuttgart) ist ein deutscher Fernsehmoderator.

## Leben und Karriere
Ingolf Baur studierte 1986 bis 1993 Physik, Astronomie und Biophysik an der Universität Hamburg und arbeitete an seiner Diplomarbeit in der Elementarteilchenphysik am Deutschen Elektronen-Synchrotron in Hamburg. Er absolvierte von 1988 bis 1994 eine klassische Gesangsausbildung und war Sänger an der Hamburger Staatsoper und dem deutschen Schauspielhaus Hamburg und singt heute Bass in der Karlsruher A-cappella-Gruppe „Kabinett“. Außerdem studierte er Italienisch unter anderem in Perugia (Italien).
1994 begann er als freier Mitarbeiter beim Südwestrundfunk Baden-Baden als Moderator und Filmemacher in den Bereichen Wissenschaft, Länder – Menschen – Abenteuer, Telekolleg (Moderation „Physik“ Folgen 1 bis 13) und Service. Er moderierte von 1994 bis 2002 das SWR-Wissenschaftsmagazin „Sonde“ und von 2002 bis 2005 das Wissensmagazin „WiesoWeshalbWarum“.
Seit 1999 ist er einer von vier Moderatoren des 3sat-Wissenschaftsmagazins „nano“ und des in englischer und deutscher Sprache ausgestrahlten wöchentlichen Wissenschaftsmagazins „Projekt Zukunft“ bei der Deutschen Welle, wobei er seine Aufgabe vor allem darin sieht, für die Zuschauer komplexe Themen verständlich aufzubereiten. „Dabei geht es immer auch um Trends und Entwicklungen der Forschung in Deutschland und Europa, und damit unser aller Zukunft“ so Baur.
Des Weiteren moderierte er von Anfang 2006 bis Ende 2010 die Wissenschaftssendung „Odysso“ des SWR.
Er ist aber nicht nur Moderator verschiedener Wissenschaftssendungen, sondern auch Filmautor. Seine bekanntesten Werke stellen hierbei Reportagen über Afghanistan sowie über die totale Sonnenfinsternis 1999 dar. 2023 wurde er mit dem Helmut Fischer Preis für Wissenschaftskommunikation des Deutschen Museums ausgezeichnet.